# Centrale thermique de Clifty Creek
La centrale thermique de Clifty Creek est une centrale thermique dans l'État de l'Indiana aux États-Unis.